# 隆特里 (密蘇里州)
隆特里（英語：Lone Tree）是位於美國密蘇里州卡斯縣的非建制地區。

## 歷史
隆特里的郵局於1883年設立，其後於1916年停運。

## 地理
隆特里所處的海拔為高於海平面268米（即879英呎），而該地所採用的時區為UTC-6，即北美中部時區（CST）。同時該地設有夏令時間，為UTC-6調快一小時，即UTC-5（CDT）。